# 展翅翱翔
《展翅翱翔》是一款由伊莉莎白·哈格雷夫设计，并由Stonemaier Games于2019年发行的1到5人棋盘游戏。玩家須利用有限的回合數以建立自己的鳥類自然保育區並獲得最多的分數以勝利。哈格雷夫因感到鳥類主題的桌面遊戲太少，而設計了此款遊戲，並參考了數種權威性資料以嘗試重現各北美洲鳥類的特色。《展翅翱翔》因遊戲平衡良好、製作主題的精準呈現及製品精緻等原因而备受推崇，於數個2019年及2020年的桌上遊戲獎項中獲得最佳遊戲的榮譽。並陸續推出了以其他各大洲為主題的擴展包以及數位版本。

## 遊玩規則

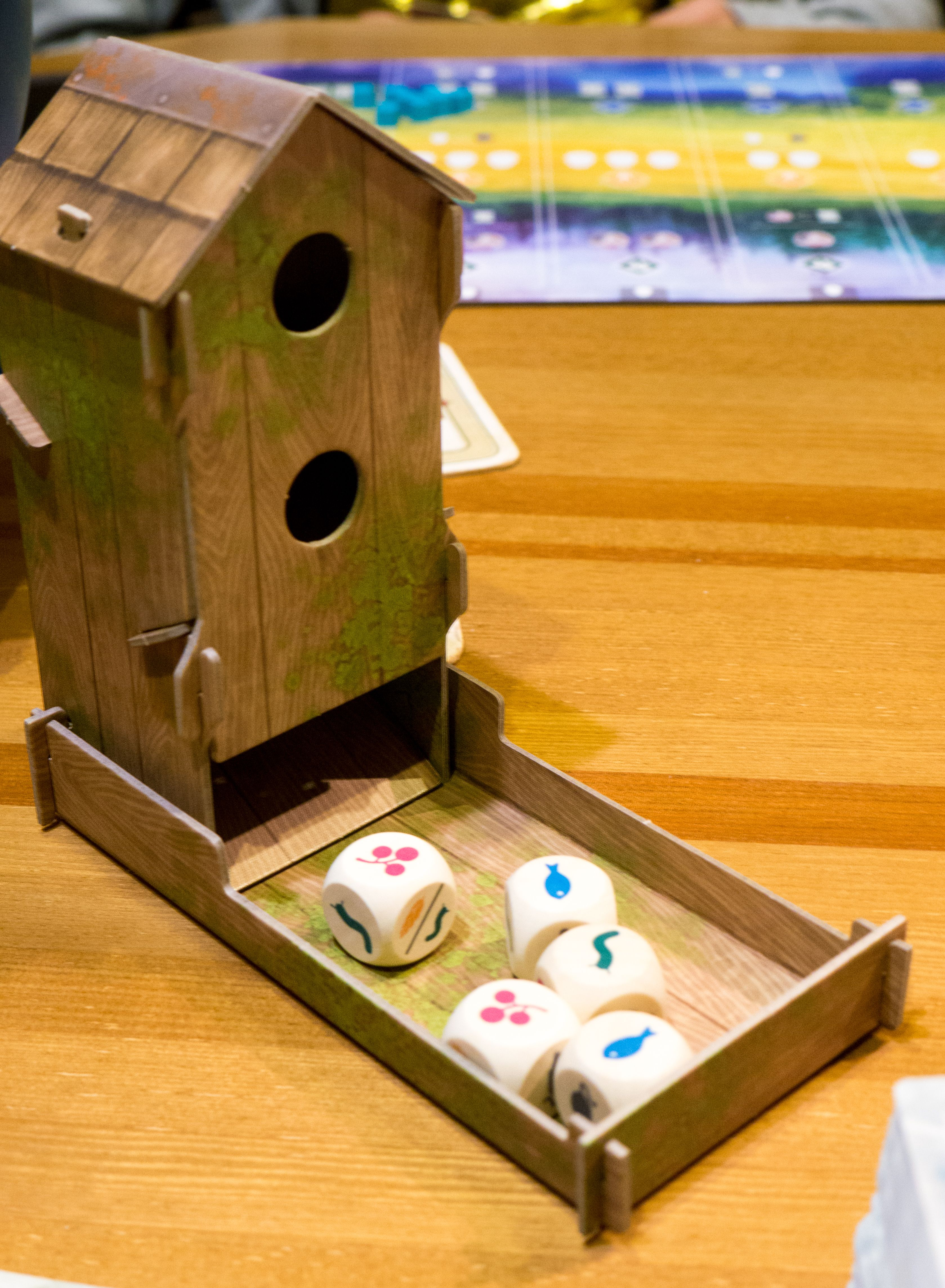
這是「餵食塔」，遊戲中用以收納食物骰子的地方

在《展翅翱翔》中，玩家扮演鳥類愛好者（研究人員、觀鳥者和鳥類學家），並嘗試在自然保護區內發現跟吸引鳥類居住，是一款「建造引擎遊戲」（Engine-building game）。玩家的遊戲版上擁有三種棲息地：分別是森林、草地及湿地。在四個回合26步的限制內，玩家需要將鳥類跟蛋放置在3个不同的栖息地中。這三個栖息地以三個橫行並排，在遊戲版上各占有五個格子，總共可以放置15隻鳥，而所有鳥類卡則是不重複圖畫的170張北美洲鳥類。
每一個行動中，玩家可以进行四个动作的其中一種：“抽取一只新鸟”、“将一只鸟放在栖息地中”、“收集食物”和“下蛋”。行動時，除了放置鳥類的行動之外，其他三個行動能視棲息地鳥類的情況獲得額外的食物、鳥蛋或其他鳥類。
在放置鳥類時，需要按照卡面上對應的一至三個食物以及鳥蛋需求，例如放置煙囟刺尾雨燕會需要昆蟲，而美洲鹈鹕會需要魚。而鳥蛋消耗則是需要是遊戲版上的指示決定：第一列不需消耗鳥蛋、第二、三列需要一枚鳥蛋，而第四、五列則需要兩枚。而這些鳥類能帶來一次性觸發的效果、能在進行相對行動時觸發的能力或在其他玩家回合行動的能力，或者是沒有特殊能力的純粹高分卡片。
到了終局時，會依每一轮或整个游戏中实现的目标、累积的蛋數、遊戲版上的鳥類所累积的食物跟其他鳥類卡以及鸟类卡上的羽毛數量等不同來源計算總分，例如一隻北方鶯鷦鷯即一分、而金鵰則有八分。最終分數最高的獲勝。
《展翅翱翔》也提供了單人模式玩法。

## 設計背景與理念
此遊戲由居於美國馬里蘭州蒙哥馬利縣银泉的賞鳥者伊莉莎白·哈格雷夫所設計。其遊戲靈感源自於她去拜訪阿特梅西亚湖和凱尼爾沃思公園暨水上花園時所製作的個人鳥類記錄。她認為「有關城堡和太空的遊戲太多了，而與我感興趣的事物所相關的遊戲卻太少」，因而決定製作了一款她所想要的遊戲。
哈格雷夫表示「如果可以，會在鳥類的能力中加入與現實中有關的行為」，例如具有巢寄生習性的褐頭牛鸝在遊戲中就具有在另一隻鳥的巢上下一顆蛋的能力；她也嘗試保留了北美洲鳥類的多樣性。她借鑒了奧杜邦學會、《國際自然保護聯盟瀕危物種紅色名錄》及康乃爾鳥類學實驗室的網站資料（如eBird），並製作了了一份一度達到了596行及近100列的大小的鳥類資料表。她的努力被認為讓遊戲中的鳥類與真實鳥類的特徵非常相似。
2016年，哈格雷夫將《展翅翱翔》的概念提出給位於聖路易斯的Stonemaier Games，該公司之前出版了《葡萄酒莊園》和《鐮刀戰爭》等桌上遊戲。該遊戲理念引起了公司的共同創辦者兼總裁傑米·斯特梅爾（Jamey Stegmaier）的興趣，他表示「鳥類中有某種東西能引發人們收集、分類和欣賞的動力」。斯特梅爾也讚揚了遊戲機制，他認為「對自己而言關鍵不是鳥類，而是收集美麗事物的那令人滿足的感覺」。

## 扩展版本與新內容
《展翅翱翔：欧洲篇》是2019年发布的第一个擴展包，該盒裝正面為一隻雪鴞。該擴充追加了81张鳥類卡、10个目标卡和5张奖励卡，並額外增加了一種新的藍綠色鳥類能力，該能力會於行動結束後觸發。該年亦有推出一個內含10張新鳥類卡的「快速學習套組」（Swift-start promo pack），用以給新手教學使用。
《展翅翱翔：大洋洲篇》是2020年1月发布的第二个扩展包，于2020年下半年发售。該擴充專注於澳洲及紐西蘭的鳥類，而盒裝正面的鳥類是笑翠鳥。共追加了95张新的鳥類卡、5張獎勵卡、5个新種類的玩家板和一種新的食物標記——花蜜。此擴充亦額外新增一種遊戲結束時才會觸發的黃色鳥類能力。
《展翅翱翔：亚洲篇》是2022年底发布的第三个扩展包。该拓展包加入了90张新的鸟卡、14張獎勵卡，并可以只使用此擴展独立进行游戏。該擴展額外新增了兩種遊戲模式：分別是雙人對戰用的「對決模式」以及可6—7人同時遊玩的「鳥群模式」（該模式需要搭配《展翅翱翔》本身）。並同時推出了用可裝入前述所有遊戲內容的大型收納盒「Nesting Box」，以及追加了以對決模式規則為基礎的另一種單人模式。

## 評論

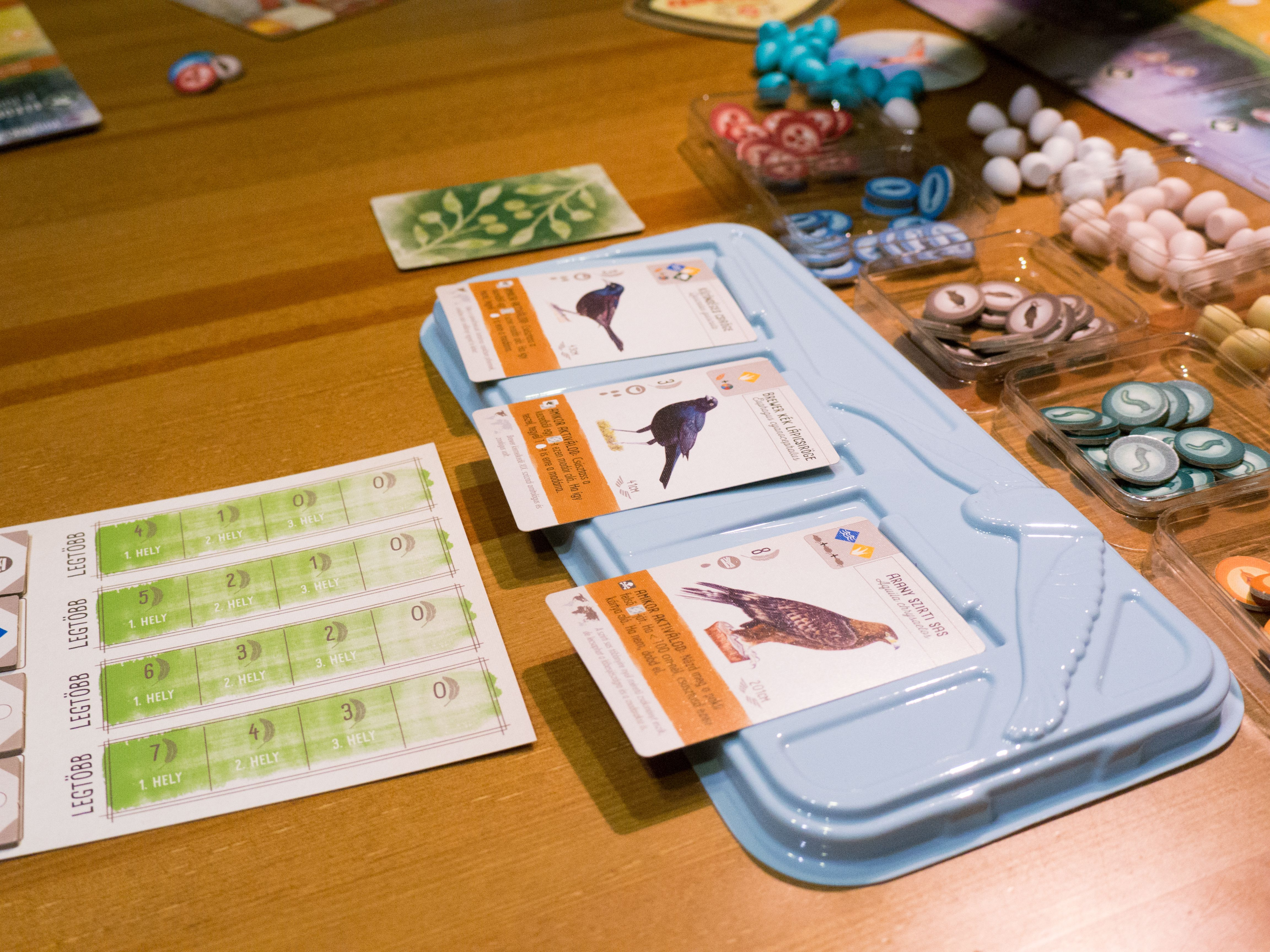
匈牙利語版本中所使用的鳥類卡片跟計分板，卡面上除了遊玩時所使用的資料之外，上面額外標有其學名及分佈地區等資料

《展翅翱翔》甫一推出即廣受赞誉。IGN的游戏评论家Matt Thrower称其獲獎「令人難以置信是一款在自然保護區養鳥的遊戲」，並認為其遊戲可重玩度相當高，因為每一隻鳥都是不同的。英國牛津大學教授斯圖亞特·韋斯特於《自然》投稿的文章中指出每場遊戲的重玩價值取決於鳥類卡和獎勵卡的獨特能力，並稱讚了其策略成分。Slate的編輯Dan Kois表示比起所謂的建造引擎遊戲，更想將其想像成一個由自己培育的生態系統，而其中的鳥類「編織成了一個複雜的、相互有益的關係網絡」，是遊戲中最大的樂趣。科學期刊的撰稿者Angela Chuang不僅稱讚了平衡，也認為其引擎構築的特性反應了一些生態學方面的優先效應。《新科學人》的編輯Dino Motti則將《展翅翱翔》列為九款最佳的以科學為主題的桌上遊戲之一，並認為該遊戲「數百張具有特殊能力及精美插畫的鳥類，在各種環境中協同作用」。
《洛杉磯時報》的Saif Al-Azzawi則認為「在策略和上手程度之間達到了完美的平衡」。並被認為可以從中學習一些鳥類生物學的內容，是一款寓教於樂的遊戲。《衛報》的編輯評論該遊戲易於接觸，並且「值得成為一個熱門遊戲」而具有吸引力。
《展翅翱翔》的道具品質和藝術風格也受到了很好的評價。韋斯特將其描述為「用愛所製作的勞動結晶」，鳥蛋「相當精緻而顏色柔和」，鳥類卡片則「繪製的相當出色」。新聞評論網站Vox的撰稿者Brian Anderson讚揚了這些道具的設計，將鳥類卡的圖樣稱讚為「野外鳥類指南等級的插圖」。Ars Technica的編者Aaron Zimmerman也認為組件和圖卡「製作精良」。《紐約時報》也稱讚了遊戲的插圖和組件，並認為此遊戲保持了其「科學誠信」。
但《展翅翱翔》仍有部分設計遭到了一些批評。Kois認為了遊戲的終局平衡不足：下蛋幾乎是末局時唯一可做的事情。而Zimmerman同樣認為下蛋的行動可能「過於強大」，導致遊戲的結局變得「太單調」；並表示他更喜歡「在決策方面有更多挑戰」，而玩家間互動較少也是一個問題。

## 銷量
在全球发行后的两个月内，《展翅翱翔》加印了兩次，並累積了4.4萬份銷售量。即使在發售數月後仍然供不應求，出版商还为备货不足而因此道歉。截至2019年底，该游戏已在全球售出约20萬份。到2021年3月，销量已达60萬份；4月時近75萬份；而9月時則有報導指出可能因嚴重特殊傳染性肺炎疫情而導致遊戲更為流行而共銷售130萬份，是Stonemaier Games銷售最多的遊戲，並在BoardGameGeek的遊戲数据库中排名第20名。

## 獎項與提名歷史
| 獲獎年份 | 名稱                   | 獎項                   | 獎項類別 | 結果 |
| -------- | ---------------------- | ---------------------- | --- | ---- |
| 2019年   | 《展翅翱翔》           | 德国游戏奖             | 最佳遊戲 | 獲獎 |
| 2019年   | 《展翅翱翔》           | 骰塔獎                 | 年度遊戲 | 獲獎 |
| 2019年   | 《展翅翱翔》           | Diamond Climber Awards | 年度遊戲、最佳美術                                                                                             | 獲獎 |
| 2019年   | 《展翅翱翔》           | 國際玩家大獎           | 总体策略 | 提名 |
| 2019年   | 《展翅翱翔》           | 德国年度游戏奖         | 最佳遊戲 | 獲獎 |
| 2019年   | 《展翅翱翔》           | 荷蘭遊戲大賞           | 最佳專家游戏                                                                                                   | 提名 |
| 2019年   | 《展翅翱翔》           | 金極客獎               | 最佳年度遊戲、最佳策略遊戲、最佳兩人遊戲、最佳卡牌遊戲、最佳家庭遊戲、最佳創新遊戲、最佳美觀遊戲、最佳單人遊戲 | 獲獎 |
| 2019年   | 《展翅翱翔：歐洲篇》   | 金極客獎               | 最佳擴充遊戲                                                                                                   | 獲獎 |
| 2020年   | 《展翅翱翔》           | 美国桌游大奖           | 年度策略遊戲                                                                                                   | 獲獎 |
| 2020年   | 《展翅翱翔：大洋洲篇》 | 金極客獎               | 最佳擴充遊戲                                                                                                   | 獲獎 |

## 改編作品
《展翅翱翔》的第一个數位版本于2019年1月4日Tabletopia中上架。並隨後在其他平台上也陸續發布了其他數位版本，包含Steam（2019年2月27日）、任天堂Switch （2020年12月24日）、Xbox One（2021年6月18日）、iOS（2021年7月20日）及Android版本（2021年11月9日）。
在Tabletopia上，《展翅翱翔：歐洲篇》於2019年12月13日在Tabletopia上发布。而《大洋洲篇》及《亞洲篇》則分別於2020年11月19日及2022年12月13日推出。
在Steam上，擴展包的數位版本也正陸續發布，《展翅翱翔：歐洲篇》於2020年1月8日推出；而《展翅翱翔：大洋洲篇》則於2023年12月12日推出。
這些數位版本得到了較為正面的評價，並稱讚其視覺效果和配樂。據Slate截至2021年8月的統計，Steam、任天堂Switch、Xbox和iOS平台上售出了至少12.5萬份數位版本。

## 外部連結
- Stonemaier Games上的展翅翱翔官方網站
- Board Game Arena上的展翅翱翔 （页面存档备份，存于）